# Antônio Márcio Resende do Carmo

Antônio Márcio

Antônio Márcio Resende do Carmo, é Cirurgião-Dentista  e  professor da Faculdade de Odontologia da Universidade Federal de Juiz de Fora. 
| Clipping de Notícias |
| -------------------- |
| 1-Tribuna de Minas   |
| 2-AMO                |
| 3-AMO                |
| 4-Universia          |

## Histórico
Graduado em Odontologia,em 1986 pela UFJF, prosseguiu  com sua carreira acadêmica na Universidade Federal do Rio de Janeiro, onde em 1988 se especializou em Endodontia e ingressou em 1989 no Programa de Mestrado em Endodontia, tendo como orientador o ilustre Professor Hélio Pereira Lopes. Em 1996 adquiriu o título de Mestre e em 1999 ingressou na Universidade Estadual Paulista Júlio de Mesquita Filho-UNESP, onde conquistou o título de Doutor em 2001.
Afeto ao magistério, em 1997 ingressou na UFJF como professor do Departamento de Clínica Odontológica, onde ministra as disciplinas: Endodontia II e Endodontia III.  Atua também professor dos cursos de Especialização em Endodontia, Prótese Dentária, Odontologia Legal e no Programa de Mestrado em Clínica Odontológica.

## Trajetória
Sua trajetória na UFJF é marcada pelo  comprometimento com pesquisas científicas e pela participação na coordenação diversas atividades de cunho administrativo, onde pontua-se sua eleição para o cargo de Diretor da Faculdade de Odontologia por dois mandatos, no período de 2006 a 2014, sendo sucessor do Professor Henrique Duque de Miranda Chaves Filho, atual Reitor da UFJF.
Além da Direção da Faculdade, Professor Antônio Márcio ocupou (ou ainda ocupa) os seguintes cargos e funções:
- Coordenador do Curso de Especialização em Endodontia;
- Coordenador do Projeto de Extensão: Atendimento odontológico aos funcionários da UFJF;
- Membro do Conselho Diretor do Hospital Universitário da UFJF;
- Coordenador do Projeto de Treinamento Profissional "Pró-Saúde";
- Coordenador do Projeto de Treinamento Profissional "Prontuário Único Eletrônico";
- Chefe do Departamento de Clínica Odontológica;
- Membro da Comissão de Estruturação do Programa de Mestrado em Clínica Odontológica;
- Membro do Conselho de Unidade da Faculdade de Odontologia;
- Vice-coordenador do Curso de graduação em Odontologia;
- Coordenador do Programa de Treinamento Profissional da Faculdade de Odontologia;

## Premiações
2012 -  Medalha Professor Augusto Coelho e Souza em 2012, uma das maiores laureas da Odontologia em nosso pais;
2011 - Recebeu também a Medalha do Mérito Legislativo da Câmara Municipal de Juiz de Foraem;

2010 - Psse como membro da Academia Mineira de Odontologia, ocupando a cadeira 05.